# Jasper (Minnesota)
Jasper ist eine Kleinstadt (mit dem Status „City“) im Pipestone und im Rock County im US-amerikanischen Bundesstaat Minnesota. Das U.S. Census Bureau hat bei der Volkszählung 2020 eine Einwohnerzahl von 610 ermittelt.

## Geografie
Jasper liegt im Südwesten Minnesotas auf der Coteau des Prairies genannten Hochebene, die bis nach Iowa im Süden und South Dakota im Westen reicht. Die geografischen Koordinaten von Jasper sind 43°51′00″ nördlicher Breite und 96°23′55″ westlicher Länge. Das Stadtgebiet erstreckt sich über eine Fläche von 2,28 km².
Benachbarte Orte von Jasper sind Ihlen (7,3 km nordöstlich), Trosky (15,9 km ostnordöstlich), Edgerton (24,2 km östlich), Hardwick (22,4 km südöstlich) und Sherman in South Dakota (16,1 km südwestlich).
Die nächstgelegenen größeren Städte sind Minneapolis (328 km ostnordöstlich), Minnesotas Hauptstadt Saint Paul (344 km in der gleichen Richtung), Rochester (357 km östlich), Iowas Hauptstadt Des Moines (480 km südöstlich), Omaha in Nebraska (341 km südlich), Sioux Falls in South Dakota (55,9 km südwestlich) und Fargo in North Dakota (365 km nördlich).

## Verkehr
In Jasper treffen die Minnesota State Routes 23 und 269 zusammen. Alle weiteren Straßen sind untergeordnete Landstraßen, teils unbefestigte Fahrwege oder innerörtliche Verbindungsstraßen.
Parallel zur MN 23 verläuft eine Eisenbahnstrecke der Marshall Subdivision, die von der BNSF Railway betrieben wird.
Mit dem Pipestone Municipal Airport befindet sich 19,8 km nordöstlich ein kleiner Flugplatz. Die nächsten größeren Flughäfen sind das Eppley Airfield nahe Omaha (333 km südlich) und der Minneapolis-Saint Paul International Airport (330 km ostnordöstlich).

## Demografische Daten
Nach der Volkszählung im Jahr 2010 lebten in Jasper 633 Menschen in 292 Haushalten. Die Bevölkerungsdichte betrug 277,6 Einwohner pro Quadratkilometer. In den 292 Haushalten lebten statistisch je 2,17 Personen.
Ethnisch betrachtet setzte sich die Bevölkerung zusammen aus 92,3 Prozent Weißen, 1,4 Prozent Afroamerikanern, 0,5 Prozent amerikanischen Ureinwohnern sowie 3,0 Prozent aus anderen ethnischen Gruppen; 2,8 Prozent stammten von zwei oder mehr Ethnien ab. Unabhängig von der ethnischen Zugehörigkeit waren 5,1 Prozent der Bevölkerung spanischer oder lateinamerikanischer Abstammung.
25,8 Prozent der Bevölkerung waren unter 18 Jahre alt, 51,8 Prozent waren zwischen 18 und 64 und 22,4 Prozent waren 65 Jahre oder älter. 51,0 Prozent der Bevölkerung war weiblich.

Das mittlere jährliche Einkommen eines Haushalts lag bei 28.906 USD. Das Pro-Kopf-Einkommen betrug 18.684 USD. 13,3 Prozent der Einwohner lebten unterhalb der Armutsgrenze.